# 幼狮战斗机
幼狮战斗机（希伯来语：כפיר，英文：Kfir）是以色列自行研制的一种战斗机，斯里蘭卡和哥倫比亞是最大出口用戶。
第三次中东战争后，以色列在法国政府的武器禁运下获得达索公司的技术支持，整合幻象3系列的设计图纸，并在稍后得到了美国F-4幽靈II戰鬥機的J79引擎以取代阿塔9C，改进出更加适合以色列战场环境的战机：幼狮。

## 使用國

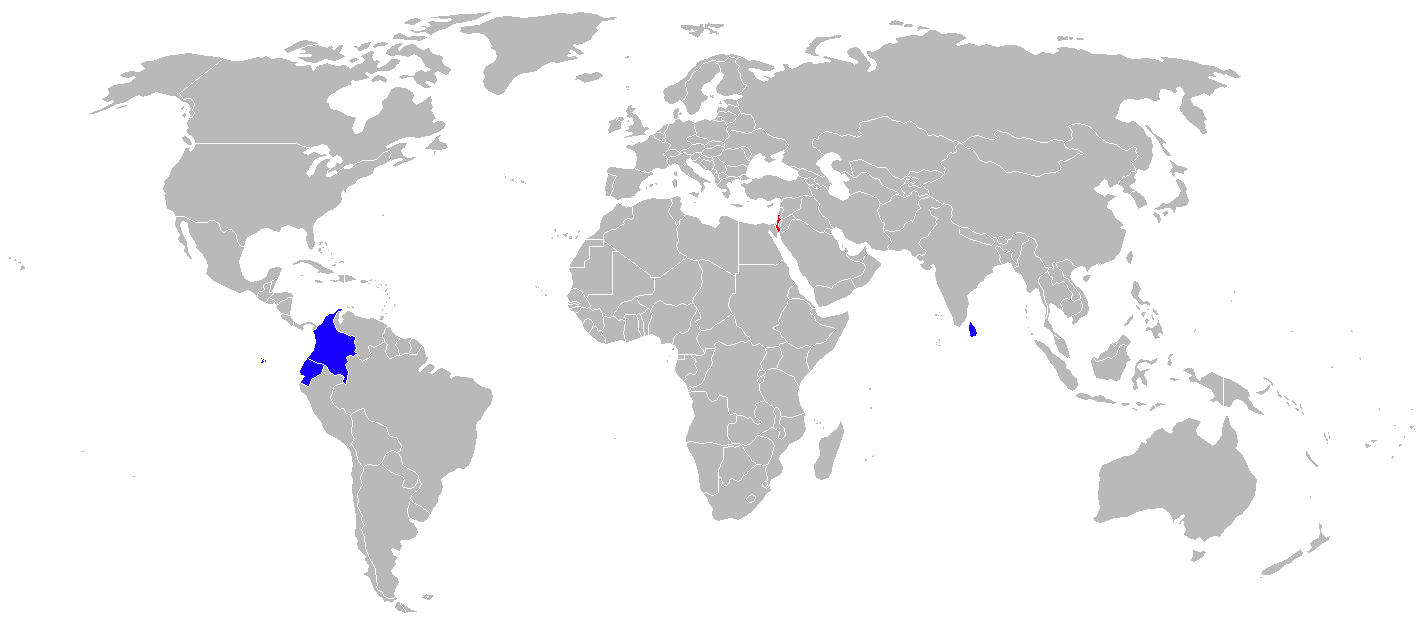
藍色為現役，紅色為退役

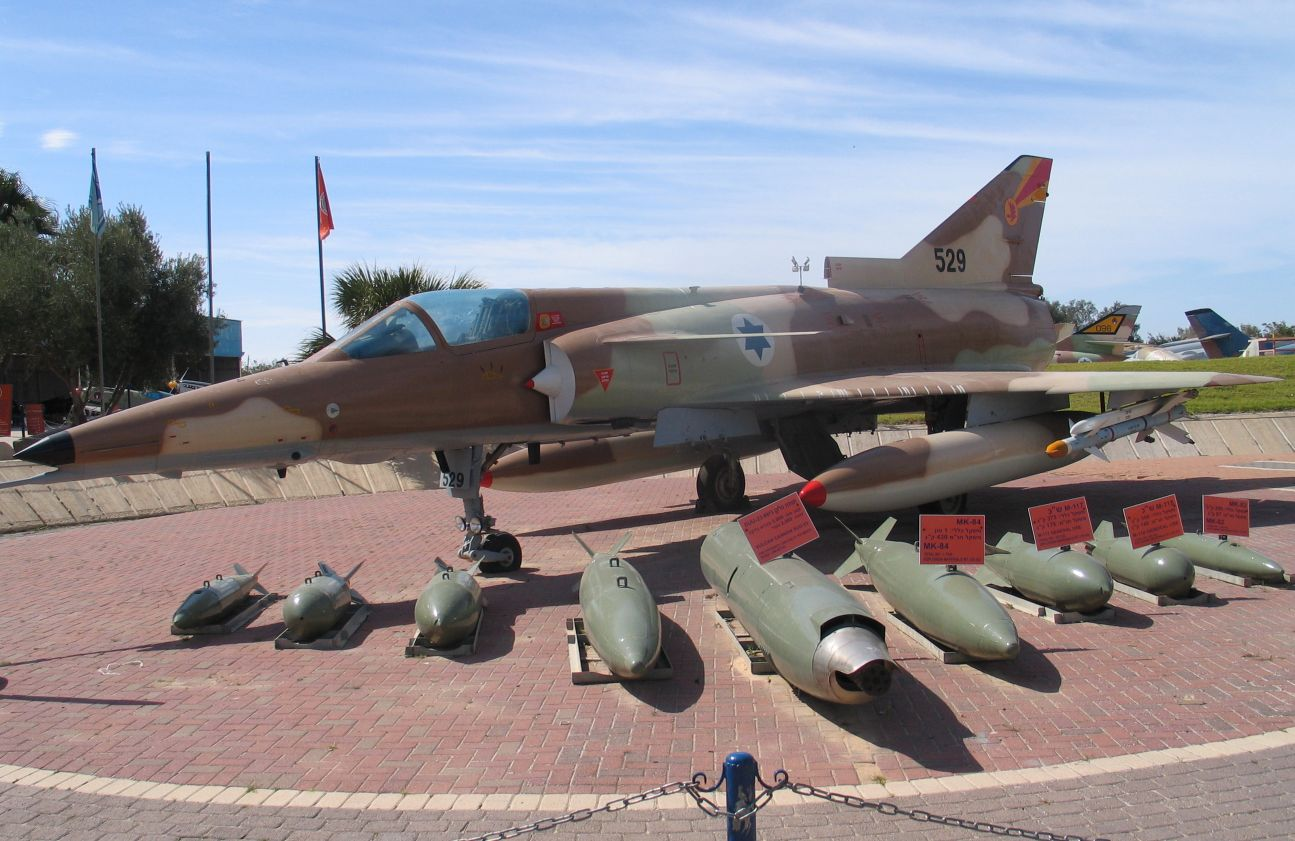
以色列用機

### 現役
- 哥伦比亚[2]
- 斯里蘭卡

### 退役
- 以色列
- 美国

## 技術規格（Kfir C.2）
参考资料：Jane's All The World's Aircraft 1982–83
基本信息
- 机组：One

性能
武器

- 機槍：2× Rafael-內建30毫米DEFA 553機炮，170發彈藥
- 火箭彈：Matra JL-100無導引火箭筴艙，每具19× SNEB 68毫米火箭彈搭載66枚燃燒彈
- 飛彈：2× AIM-9響尾蛇飛彈或巨蟒飛彈系列空對空飛彈; 2× AGM-45 ARMs; 2× AGM-65「小牛」ASMs
- 炸彈：5,775 kg（12,730 lb）外掛點,  Mk 80系列炸彈，鋪路系列炸彈, Griffin LGB, SMKB,[4] TAL-1或TAL-2 CBUs, BLU-107 Matra Durandal,偵蒐萊艙或油箱亦可掛載